# 阿非利卡人
阿非利卡人，原称布尔人，為南非和纳米比亚的白人移民後裔。其种族来源以17世纪至19世纪移居南非的荷兰移民和少量法国胡格诺教徒为主，还有德国人、弗拉芒人和瓦隆人的血统在内。他們说南非语（又称阿非利卡语），多信仰基督新教歸正宗。根据2011年的统计，人数约为280万。

## 早期历史
1602年，六十家荷兰商行合伙成立了荷兰东印度公司，荷兰联合省议会赋予它垄断东印度贸易的专利权。根据尼德兰联合省议会的授权，东印度公司可以拥有自己的军队、组建自己的船队、可以独立地对外缔结条约协议，可以对外宣战、媾和。荷兰东印度公司迅速垄断了西欧和香料群岛之间的往来贸易，经营东印度群岛的胡椒、肉桂、豆蔻、丁香等商品，以及中国和日本的茶叶、丝绸、瓷器、漆器。荷兰商船队的单次航程通常需要八九个月，穿越印度洋和大西洋两个大洋。为了补给淡水、蔬菜、水果和新鲜肉类等给养，需要在中途建立若干供应站。1598年，荷兰人占领了西印度洋一个湿热的火山岛，以当时的尼德兰联省共和国执政官——毛里茨·奥兰治亲王的名字，将其命名为毛里求斯岛。荷兰人在这里建立了东印度公司最大的商船供应站。但是由于岛上鼠害猖獗，以及偏离当时的主要航线，毛里求斯岛的生产和供给能力已嫌不足，荷兰人决定在好望角建立一个更大规模的中途补给站。
1652年4月，荷兰船长扬·范里贝克载着第一批153名荷兰移民抵达好望角的桌湾，建立了南非的第一个荷兰殖民地——开普敦。这些移民都是东印度公司的雇员，根据东印度公司下达的指令来种植作物、饲养牲畜，产品由东印度公司定价收购。不久，一些荷兰雇员为了摆脱东印度公司对他们的控制，开始向内地移民。不久之后，更多的荷兰人和受迫害的法国胡格诺教徒前来定居。他们以开普敦为中心，向四周扩散，将商船补给站扩大为开普殖民地。开普敦取代了毛里求斯，成为来往于两大洋的船只最重要的中途补给基地。1710年，荷兰人正式抛弃了毛里求斯岛，全力经营开普殖民地。
为了建立向商船供应产品的农场和牧场，荷兰移民从好望角向内地迁移扩张，圈占土著人的大片土地，驱赶当地的土著黑人劳动，自己成为奴隶主。这些荷兰、法国和德国移民的后裔逐渐形成统一的种族，操夹杂法语、德语、马来语和科萨语的荷兰文方言，被称为布尔人（Boer，意为“农民”），但其自称为阿非利卡人（原意为非洲定居者）。至19世纪中叶，定居在南非的荷兰移民后裔数量已经达两万一千人，在撒哈拉以南非洲的欧洲白人定居者中达24%。

## 牛車大遷徙

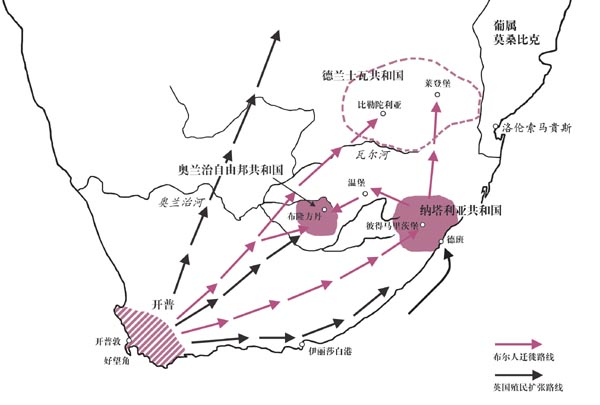
布尔人的牛車大遷徙。

1795年，法国军队入侵荷兰，建立了巴达维亚共和国，成为法国的一个附庸国。英国随即占领了法国和荷兰的众多海外殖民地。在流亡英国的荷兰政府同意下，开普殖民地也被英军占领。1802年，因拿破仑在马仑哥战役中获胜，奥地利被迫同法国签订和约，反法联盟瓦解。在这种局势下，英国也不得不与法国签订《亚眠和约》，英国撤出马耳他，不干涉荷兰、德意志、意大利的內政，承认法国在欧洲占领的领土，撤出在海外占领的殖民地。开普殖民地也归还给巴达维亚共和国。不久，英国重新同法国开战，于1806年卷土重来，再次占领了开普殖民地。在1814年至1815年的维也纳和会上，英国在向荷兰支付了六百万英镑的补偿款后，把开普地区据为己有。
拿破仑战争结束后，英国有三十多万復员的士兵和水手涌入国内的劳力市场，造成了严重的社会问题。为了缓解国内的就业压力，英国决定向地广人稀的澳大利亚、加拿大和南非组织移民。移民到开普的英国人很快便在数量上压倒了已经移民到这里一百多年的南非荷兰人。这时的英国在全世界实行自由贸易政策，要将帝国的所有殖民地变成英国工业品的销售市场和原料产地。而开普殖民地的经济基础，是建立在布尔人牧场主免费获得大片土地、并对当地黑人实行奴隶制度这种落后的经济形态下的，显然不符合英国的自由资本主义经济政策。
19世纪30年代，英国人宣布开普殖民地的土地为“皇家土地”，不再允许布尔人农场主们免费占据、开发，而实行土地拍卖制度，同时限制布尔人向奥兰治河以北移居，此外，英国还在1834年宣布废除开普殖民地的奴隶制度，并用严格的殖民地官吏任用制度取代了布尔人的传统自治议会。英国资产阶级自由主义者在南非宣传的“人人平等”思想招致抱有种族主义思想的布尔农场主的反感。他们表示：“如果让奴隶享有与基督徒平等的地位，那么我们宁愿离开。”
1836年春天，大批对英国殖民政策感到不安和不满的布尔人农场主们抛弃了自己的牧场、房子，驾着牛车，赶着牲口，带着全部家当和奴隶，离开原先居住的赫克斯河谷和布立德河谷（在开普敦附近），开始向南非内陆地区的大迁徙。大迁徙断断续续持续了四年，参加大迁徙的布尔家庭组成若干个自卫民团。牛车既是运输工具，又是家，又是礼拜堂。夜间迁徙者把牛车围成首尾相接的圆阵，组成防御工事，提防当地的祖鲁人和科萨人的进攻。这次迁徙被称为“牛車大遷徙”（Groote Trek）。

## 早期的布尔共和国
迁出开普的布尔人迁徙者分为两路，一路向东北的纳塔尔地区前进，在民团司令官安德列斯·比勒陀利乌斯（老比勒陀利乌斯）的指挥下，战胜了当地的祖鲁人，于1840年在纳塔尔地区成立了纳塔利亚共和国，首都为彼得马里茨堡。1842年，英国人以布尔人同受英国保护的土著酋长国交战为由，在德班港登陆，于1843年包围了彼得马里茨堡，吞并了纳塔利亚共和国。当地的布尔人不愿意接受英国的统治，在老比勒陀利乌斯的带领下，再次向西边的内陆高原地带迁移。
第二路布尔人迁徙大军则向北，一部分越过法爾河，与从纳塔尔向西迁徙的布尔人会合，建立了几个名为“共和国”的小殖民区，如莱登堡共和国、温堡共和国。通过同当地部落和土著王国的战斗，这些小殖民区最终在1849年合并，建立了南非共和国（又称德兰士瓦共和国），德兰士瓦的意思为“越过法爾河”。其首都被命名为比勒陀利亚，以纪念带领布尔人摆脱英国统治的老比勒陀利乌斯。老比勒陀利乌斯以布尔人的代表自居，出面和英国人谈判，德兰士瓦共和国的独立在1852年获得了英国的承认。一年之后，老比勒陀利乌斯去世，其子马蒂纳斯·韦塞尔·比勒陀利乌斯（小比勒陀利乌斯）出任德兰士瓦首届总统，最终建立了现代意义上的德兰士瓦国家。
除了这些人之外，还有另外一部分布尔人留在了奥兰治河以北、法爾河以南的地区，他们建立了自治政府，接受纳塔利亚共和国的领导，在纳塔利亚共和国灭亡后，这里的布尔人于1844年宣布独立，并在1854年同英国签订《布隆方丹协定》，建立了独立的奥兰治自由邦，首都为布隆方丹。小比勒陀利乌斯几次试图吞并奥兰治自由邦，统一布尔人国家，但是因德兰士瓦内部的权利斗争而未能实现，所以南非得以维持两个布尔人国家长时间并存的局面。

## 民族的形成
在1877年至1880年英国统治德兰士瓦的三年期间，布尔人的民族情绪高涨，德兰士瓦和开普两地的布尔人联合起来，于1880年在开普敦成立了民族主义组织——阿非利卡人大会，并且在独立的奥兰治自由邦共和国也发展了分会。布尔战争期间，英属开普殖民地和纳塔尔省的阿非利卡人居民普遍参加德兰士瓦和奥兰治的军队，或为其游击队提供帮助。
布尔战争结束后，英国采取与阿非利卡人和解的政策。1906年，在扬·克里斯蒂安·史末资将军的努力下，德兰士瓦获得自治地位，1907年奥兰治河殖民地也获得了自治地位，恢复了奥兰治自由邦的旧名。1909年，为了统一南非的殖民地财政、关税、铁路，英国国会通过了《1909年南非法案》。1909年9月20日，英王爱德华七世批准了议会提出的建立南非联邦的法案。1910年5月31日，由开普、德兰士瓦、奥兰治自由邦和纳塔尔共同组成的南非联邦成立，南非成为与澳大利亚、新西兰和加拿大一样的自治领地。为了妥协旧英属殖民地和新吞并各行省之间的利益关系，南非联邦的首都也按照立法、行政、司法三权分立的原则，分别设在开普敦、比勒陀利亞和布隆方丹。此时居住在南非四个殖民地的阿非利卡人已有60万人，远远超过英裔白人的数量。他们具有相同的文化、宗教（加尔文派改革教会）和语言（由荷兰语演化而成的阿非利卡语）；英布战争大大促进其民族认同的心理状态的形成，南非联邦的成立则使他们合并成为单一国家。经历了长期演化和认同过程，在布尔战争之后，南非的荷裔移民后裔终于形成为一个统一的阿非利卡人民族。南非联邦成立后，原来各殖民地中的阿非利卡人政党很快结合成单一的政党——南非党，由路易·博塔任主席。在1910年9月的南非第一次普选中，南非党得到阿非利卡人农场主的一致支持，击败英裔的联邦党，在1911年11月正式成立南非联邦政府。

## 混血阿非利卡人
南非种族隔离制度结束后，在一部分阿非利卡人当中出现了扩大种族范围的倾向，鼓励以阿非利堪斯语为第一语言的南非和纳米比亚籍有色人宣布自己为阿非利卡人。在阿非利堪斯语中，黑人、印度人等非白人人种被称为“kleurlinge”，而这些操阿非利堪斯语的有色人种则被称为“bruine afrikaners”（棕色阿非利卡人）或“bruinmense”（棕色人种）。他们在种族隔离时期的南非也被称为混血人种，或巴斯特人（Bastera，意为“杂种”），纳米比亚的雷霍博斯人（Rehobothers）与其来源相同。
南非和纳米比亚的混血人种出现于18世纪下半叶，是迁徙到南非内地的布尔农民与祖鲁、科萨、纳马等土著民族妇女通婚的结果。他们操阿非利堪斯语，起荷兰名，信仰加尔文教派。在南非和德属西南非洲，混血人种曾与布尔人一同展开对黑人的战争，作为报酬，他们被允许保留自己的土地。
考虑到南非殖民时期和种族隔离时期不同种族间的严格界限，白种阿非利卡人的这种态度可以被认为是一种进步。但是操阿非利堪斯语的有色人种并不认为自己与白阿非利卡人属于同一种族，因为经过漫长的隔离，他们已经发展出了完全不同的种族文化。同时，“阿非利卡人”这个词语的种族主义背景容易令人产生不愉快的联想。这些人倾向于用更加中立的形容词格“阿非利堪斯人”（Afrikaanses）来称呼自己。

## 阿非利卡人与布尔人
目前仍然有相当一部分阿非利卡人仍然用“布尔人”这一称呼。这些人大多是居住在原英属开普省范围之外的布尔共和国公民后裔，他们的祖先包括1690年迁出荷兰东印度公司开普领地的布尔人和1836年“大迁移”的布尔人。“阿非利卡人”的叫法在1930年代得到南非联邦政府（当时为英国自治领）的鼓励，因为这个称呼不会使人联想到著名的两个布尔共和国，因此有一种“民族统一”的语感。但是那些坚持拒绝与英国人和解的德兰士瓦和奥兰治后裔则坚决拒绝自己被称为“阿非利卡人”。他们认为自己的祖先比留在英国殖民地的阿非利卡人更加珍视自由，在遇到殖民企图时奋起抵抗，因此不应与那些甘受英国殖民统治的阿非利卡人划为同一民族。

## 著名阿非利卡人列表
- 保羅·克留格爾－政治家、德兰士瓦共和国总统。南非最大的國家公園以其命名。
- 扬·克里斯蒂安·史末资－政治家、南非总理、英国陆军元帅。
- 德克勒克－政治家、南非最后一位白人总统，推动种族隔离制度的取消。
- 大衛·博許－宣教家，推動南非教會種族隔離主義的取消。